# Славянские древности (монография Нидерле)
«Славянские древности» (чеш. Slovanské starožitnosti) — монография по истории славян, написанная чешским учёным Любором Нидерле в 1902—1934 годы. В 1953 году была издана сокращённая версия этого труда «Руководство по славянским древностям» (чеш. Rukověť slovanských starožitností), которая послужила основой для русского перевода 1956 года. Труд состоит из двух книг: «История древних славян» и «Жизнь древних славян».

## Содержание
Касаясь вопроса о происхождении и прародине славян, Нидерле решительно критикует «дунайскую теорию» древнерусских летописей, согласно которой славяне пришли с Дуная. Прародина славян, по его мнению, лежала в междуречье Вислы и Днепра к северу от Карпат. Славяне признаются ветвью индоевропейских народов, ближайшими родственниками которых являются литовцы. Античным авторам славяне были известны как венеды и невры. Большое культурное влияние на славян оказали готы, благодаря которым славяне познакомились с такими словами как меч, шелом, полк и князь. После готов славяне смогли создать первое историческое племенное объединение — Антский союз, во главе которого стало племя дулебов. Однако это объединение было уничтожено аварами. Отчасти из-за авар славяне начинают расселяться на Балканы вплоть до Греции, на северо-запад — к Эльбе и на северо-восток до Ильменя и Луги. Западные славяне вступили в противоборство с германцами и некоторые из них исчезли, подвергнувшись германизации. Балканским славянам удалось консолидироваться под началом болгар и создать влиятельную империю. Восточные славяне объединились под началом скандинавского народа русов.
Описывая быт и культуру древних славян, Нидерле замечает, что они весьма поздно выходят на историческую арену (лишь в эпоху Средневековья). Подробно он останавливается на славянских заимствованиях из германской и римской культур. Не только оружие и организация войска, но даже превращение землянки в избу, появление посуды (блюдо, миска) и развитие сельского хозяйства (овощи, хлев, плуг) Нидерле приписывает германскому влиянию (через готов и империю Каролингов). Он решительно критикует сторонников идеи дохристианской письменности славян, подчёркивая значимость Кирилла и Мефодия.